# Heodes pleuripuncta
Heodes pleuripuncta är en fjärilsart som beskrevs av Courvoisier 1911. Heodes pleuripuncta ingår i släktet Heodes och familjen juvelvingar. Inga underarter finns listade i Catalogue of Life.